# Lepidodactylus pumilus
Lepidodactylus pumilus — вид геконоподібних ящірок родини геконових (Gekkonidae). Мешкає в Австралії і Папуа Нової Гвінеї.

## Поширення і екологія
Lepidodactylus pumilus мешкають на півночі півострова Кейп-Йорк та на островах Торресової протоки, зокрема на острові Дару в гирлі річки Флай. Вони живуть у вологих тропічних лісах, в мангрових лісах та поблизу людських поселень.